# Parlamentswahlen in Litauen
Allgemeine demokratische Wahlen in Litauen werden seit 1989 abgehalten.

## System und Ablauf
Litauen wählt alle vier Jahre in gleichen, allgemeinen und geheimen Wahlen ein neues Parlament, den Seimas (Art. 55, lit. Verfassung). Bis Juli 2004 war als regulärer Wahltag der zweite Sonntag im Oktober festgelegt gewesen, dies ist abgeändert worden auf einen Korridor von drei Monaten rund um den Ablauf der jeweils aktuellen Sitzungsperiode (Art. 57, lit Verfassung und Wahlgesetz). Wahlberechtigt ist jeder litauische Staatsbürger im Alter ab 18 Jahren.
Von den 141 Sitzen werden 71 als Direktmandate vergeben und 70 als Listenplätze an politische Parteien. Das Wahlrecht ist somit ein Mischsystem aus Mehrheitswahl und Verhältniswahl, genannt Grabenwahlsystem. Die mit der Mehrheitswahl verbundene Idee klarer Mehrheitsverhältnisse im Parlament hat sich in Litauen aufgrund der zersplitterten Parteienlandschaft bislang nur bedingt realisiert.
Für den Einzug ins Parlament über Listenplätze muss eine Partei mindestens 5 % der gültigen Stimmen auf sich vereinen (7 % bei einer Wahlliste). Die Mindestwahlbeteiligung liegt für die Listenplätze bei 25 %. Wird die Mindestwahlbeteiligung nicht erreicht, werden innerhalb eines halben Jahres Neuwahlen angesetzt. Erhält keiner der Kandidaten eines Direktmandates im ersten Wahlgang die absolute Mehrheit, findet innerhalb von zwei Wochen eine Stichwahl zwischen den beiden Kandidaten statt, die im ersten Wahlgang die meisten Stimmen auf sich vereinigen konnten. Bei einer Wahlbeteiligung von unter 40 % muss ein Kandidat im ersten Wahlgang die Stimmen von mindestens 20 % der Wahlberechtigten erhalten, ansonsten findet ebenfalls eine Stichwahl statt. In der Stichwahl entfällt die Mindestwahlbeteiligung.
Wird ein Abgeordnetenmandat frei, so rückt bei Listenplätzen der auf der Liste nächst gereihte Kandidat der Partei nach, bei Direktmandaten erfolgen Nachwahlen. Wählbar ist jeder litauische Staatsbürger, der das Alter von 25 Lebensjahren erreicht hat und nicht dem Militär angehört oder einem fremden Staat durch Eid / Versprechen verpflichtet ist (Art. 56, lit. Verfassung).
Vergleichbar zur Situation in Deutschland wählt das Parlament den Ministerpräsidenten (auf Vorschlag des Staatspräsidenten) und bestätigt die Aufteilung der Ministerien. Vorzeitige Neuwahlen sind durch Mehrheitsbeschluss des Parlaments (3/5-Mehrheit) oder durch Anordnung des Präsidenten möglich, wenn entweder die Regierung keine Mehrheit für ihr Regierungsprogramm im Parlament findet oder das Parlament der Regierung das Misstrauen ausspricht (Art. 58, lit. Verfassung). Für ein erfolgreiches Misstrauensvotum bedarf es 71 Stimmen. Neben der Gesetzgebungstätigkeit beruft das Parlament die höchsten Richter, den Obersten Rechnungsprüfer und den Vorsitzenden der Nationalbank. Weiters legt es die Termine für die Wahlen zum Staatspräsidenten und in den Kommunen fest.

## Entwicklung
Wie in allen Nachfolgestaaten der Sowjetunion entwickelt sich auch in Litauen nach der Unabhängigkeit erst allmählich ein festes Parteiengefüge und eine inhaltliche Festlegung der Parteien, wiewohl viele Parteien an die Tradition aus der Ersten Republik in der Zwischenkriegszeit 1918–1940 anzuknüpfen versuchen. Entsprechend oft kam und kommt es zu Parteigründungen, -fusionen und -umbenennungen, ebenso wie im Parlament oftmals Parlamentarier die Fraktionen wechseln, fraktionslos sind/werden oder neue Fraktionen durch Abspaltung oder Fusion entstehen.
Allerdings ist es seit den ersten Parlamentswahlen des wieder unabhängigen Litauen im Jahre 1992 nie zu vorgezogenen Wahlen gekommen, jedes Parlament hat seine Amtszeit regulär zu Ende geführt.
Nachfolgend eine Zusammenstellung der bisherigen Parlamentswahlen und der sich daraus ergebenden Regierungskoalitionen.

## Wahl von 1992
Bei den ersten Wahlen im wieder unabhängigen Litauen müssen die Parteien, die sich aus der Unabhängigkeitsbewegung Sąjūdis entwickelt haben, eine schwere Niederlage einstecken. Nachdem die Vertreter des Sąjūdis im Obersten Sowjet von 1990 noch die klare Mehrheit gestellt haben, erhält nun die Nachfolgepartei der Kommunistischen Partei Litauens, die Litauische Demokratische Arbeitspartei (LDDP) die absolute Mehrheit der Sitze.
Dennoch wechselt die Alleinregierung der Sozialdemokraten drei Mal den Ministerpräsidenten: während Lubys nach den Präsidentschaftswahlen im Frühjahr 1993 sein Amt freiwillig an Sleževičius übergab, musste Letzterer nach einem erfolgreichen Misstrauensvotum aufgrund eines Bankenskandals, in den er selbst verwickelt war, im Februar 1996 Mindaugas Stankevičius (1935–2017) weichen.
| Partei              | Partei                                               | Stimmen   | Stimmen | Sitze  |
| Partei              | Partei                                               | Anzahl    | Prozent | Sitze  |
| ------------------- | ---------------------------------------------------- | --------- | ------- | ------ |
|                     | Demokratische Arbeitspartei Litauens (LDDP)          | 817.332   | 43,98   | 73 (*) |
|                     | Die Bewegung                                         | 393.502   | 21,17   | 30 (*) |
|                     | Partei der Christdemokraten Litauens (LKDP)          | 234.368   | 12,61   | 18     |
|                     | Sozialdemokratische Partei Litauens (LSDP)           | 112.410   | 6,05    | 8      |
|                     | Litauische Nationale Partei "Junges Litauen" (LNPJL) | 66.027    | 3,55    | 1      |
|                     | Litauische Zentristenbewegung (LCJ)                  | 46.910    | 2,52    | 2      |
|                     | Litauens Union der Polen                             | 39.773    | 2,14    | 4      |
|                     | Bund der litauischen Nationalisten (LTS)             | 36.916    | 1,99    | 4      |
|                     | Sonstige                                             | 111.348   | 5,99    | 0      |
|                     | Unabhängige                                          | —         | —       | 1      |
| Gesamt              | Gesamt                                               | 1.858.586 | 100,00  | 141    |
| Wahlbeteiligung     | Wahlbeteiligung                                      | 1.919.027 | 75,29   |        |
| Nichtwähler         | Nichtwähler                                          | 630.925   | 24,71   |        |
| Registrierte Wähler | Registrierte Wähler                                  | 2.549.952 | —       |        |
| Quelle:             |                                                      |           |         |        |

Regierungen
Dezember 1992 – März 1993: Sozialdemokraten (Ex-Kommunisten)
71 (70) von 141 Sitzen (*)
Ministerpräsident: Bronislovas Lubys
März 1993 – Februar 1996: Sozialdemokraten (Ex-Kommunisten)
73 (74 dann 72) von 141 Sitzen
Ministerpräsident: Adolfas Šleževičius
Februar 1996 – November 1996: Sozialdemokraten (Ex-Kommunisten)
72 von 139 Sitzen (zuletzt 67 von 133 Sitzen)
Ministerpräsident: Laurynas Mindaugas Stankevičius (1935–2017)
(*) In drei umstrittenen Wahlkreisen (Nr. 22 Pajuris, Nr. 64 Sakiai und Nr. ?) wurde eine Wahlwiederholung anberaumt, bei der im April 1993 alle drei Direktmandate von Sajudis an die LDDP fielen. Der Wahlkreis des im Februar 1993 zum Präsidenten gewählten Algirdas Brazauskas von der LDDP bleibt bis März 1995 unbesetzt. Zwei weitere Mandate der LDDP werden im Juli und Oktober 1995 nicht nachbesetzt. Ab März 1996 werden sechs weitere Mandate nicht nachbesetzt (5 LDDP, 1 Sajudis), so dass der Seimas mit 133 Abgeordneten die Wahlperiode beendet.
4 Sąjūdis-Abgeordnete wechseln in andere Fraktionen (2 Christdemokraten, 1 Volksunion, 1 Unabhängiger), der Abgeordnete der Unabhängigkeitspartei wechselt zur Sąjūdis-Fraktion.

## Wahl von 1996
Die zweiten Wahlen im unabhängigen Litauen brachten eine überwältigende Mehrheit für die bisherige Opposition, die Konservativen. Zusammen mit den Christdemokraten und den Liberalen konnten sie eine stabile Regierungsmehrheit bilden. Dennoch trat die Regierung im Mai 1999, auf dem Höhepunkt der Privatisierungswelle zurück, nachdem der neu gewählte Präsident Valdas Adamkus, der überwiegenden Meinung in der Bevölkerung folgend, der Regierung Vagnorius inoffiziell sein Misstrauen ausgesprochen hat. Vagnorius’ Position war zudem durch Meinungsverschiedenheiten mit Parteichef Vytautas Landsbergis geschwächt.
Auf Vorschlag des Präsidenten wird der zu dieser Zeit sehr populäre Bürgermeister von Vilnius, Rolandas Paksas von der Konservativen Partei, vom Parlament mit großer Mehrheit zum Ministerpräsidenten gewählt. Allerdings tritt auch er nach kurzer Regierungszeit im Oktober 1999 im Streit um die Privatisierung der staatlichen Erdölraffinerie Mažeikių Nafta zurück. Nachfolger wird sein Parteikollege und Vorsitzender der Parlamentsfraktion, Andrius Kubilius.
| Partei              | Partei                                                    | Stimmen   | Stimmen | Sitze |
| Partei              | Partei                                                    | Anzahl    | Prozent | Sitze |
| ------------------- | --------------------------------------------------------- | --------- | ------- | ----- |
|                     | Vaterlandsbund (Konservative Litauens) (TS (LK))          | 409.585   | 31,34   | 70    |
|                     | Partei der Christdemokraten Litauens (LKDP)               | 136.259   | 10,43   | 16    |
|                     | Demokratische Arbeitspartei Litauens (LDDP)               | 130.837   | 10,01   | 12    |
|                     | Litauische Zentrumsunion (LCS)                            | 113.333   | 8,67    | 13    |
|                     | Sozialdemokratische Partei Litauens (LSDP)                | 90.756    | 6,94    | 12    |
|                     | Litauische Nationale Partei "Junges Litauen" (LNPJL)      | 52.423    | 4,01    | 1     |
|                     | Litauische Frauenpartei (LMP)                             | 50.494    | 3,86    | 1     |
|                     | Christdemokratische Union (KDS)                           | 42.346    | 3,24    | 1     |
|                     | Wahlaktion der Polen Litauens (LLRA)                      | 40.941    | 3,13    | 1     |
|                     | Litauens Allianz der nationalen Minderheiten (LTMA)       | 33.389    | 2,55    | 0     |
|                     | Bund der litauischen Nationalisten (LTS)                  | 28.744    | 2,20    | 3     |
|                     | Liberale Union Litauens (LLS)                             | 25.279    | 1,93    | 1     |
|                     | Litauische Bauernpartei (LVP)                             | 22.826    | 1,75    | 1     |
|                     | Litauische Union der Russen (LRS)                         | 22.395    | 1,71    | 0     |
|                     | Union der politischen Gefangenen und Deportierten (LPKTS) | 20.580    | 1,57    | 1     |
|                     | Sonstige                                                  | 86.735    | 6,66    | 0     |
|                     | Unabhängige                                               | —         | —       | 4     |
| Gesamt              | Gesamt                                                    | 1.306.922 | 100,00  | 137   |
| Wahlbeteiligung     | Wahlbeteiligung                                           | 1.374.673 | 52,92   |       |
| Nichtwähler         | Nichtwähler                                               | 1.222.857 | 47,08   |       |
| Registrierte Wähler | Registrierte Wähler                                       | 2.597.530 | —       |       |
| Quelle:             |                                                           |           |         |       |

(*) In vier Wahlkreisen muss die Wahl vom Oktober 1996 wiederholt werden. Bei den erforderlichen Nachwahlen im März 1997 erringt die Partei der Polen 1 Direktmandat, ein zweites geht an die Zentrumsunion. In zwei Wahlkreisen wird im ersten Wahlgang die erforderliche Mindestwahlbeteiligung von 40 % verfehlt, das Direktmandat (Nr. 10 – Naujoji Vilnia und Nr. 57 – Vilnius-Trakai) bleibt daher unbesetzt. Aus den gleichen Gründen scheitert die Nachwahl des Direktmandats im Wahlkreis Nr. 26 (Nevežis) im November 1998. Bei einer weiteren Nachwahl im Dezember 1997 verlieren die Konservativen ein Mandat an einen Unabhängigen.
Regierungskoalitionen:
November 1996 – Mai 1999: Konservative und Christdemokraten
85 von 137 (139) Sitzen
Ministerpräsident: Gediminas Vagnorius
Mai 1999 – Oktober 1999: Konservative
59 von 138 Sitzen
Ministerpräsident: Rolandas Paksas
Tolerierung durch Christdemokraten und Zentrumsunion (auch im Kabinett vertreten)
November 1999 – Oktober 2000: Konservative
59 von 138 Sitzen
Tolerierung durch Christdemokraten
Ministerpräsident: Andrius Kubilius
- http://www.law.nyu.edu/eecr/vol8num3/constitutionwatch/lithuania.html
- http://www.ce-review.org/_archives99.html

## Wahl von 2000
- LSDP: 51
- LVP: 4
- Sonst.: 11
- Unabh.: 3
- NS: 28
- LLS: 33
- LLRA: 2
- TS (LK): 9

Nach internen Streitigkeiten zwischen Ex-Ministerpräsident Vagnorius und Parteichef Landsbergis und der umstrittenen Privatisierung der staatlichen Erdölraffinerie Mažeikių Nafta verliert die Konservative Partei die Wahlen und kommt nur noch auf 9 Mandate.
Zwar geht die Wahlliste A. Brazausko socialdemokratinė koalicija (A. Brazauskas’ sozialdemokratische Koalition), geformt von den beiden sozialdemokratischen Parteien LSP und LDDP sowie der Neuen Demokratie und der Partei der Russen mit 51 Mandaten als klarer Sieger aus der Wahl hervor, jedoch kommt es entgegen den Erwartungen nicht zu einer Koalition mit den Sozialliberalen unter Artūras Paulauskas. Stattdessen formen Liberale und Sozialliberale eine Regierung, Rolandas Paksas, mittlerweile aus der Konservativen Partei aus- und in die Liberale Union eingetreten, wird zum zweiten Mal Ministerpräsident.
Nach Meinungsverschiedenheiten zwischen den beiden Parteien über die Wirtschaftspolitik, insbesondere die weitere Privatisierung von Staatsbetrieben, kündigen die Sozialliberalen bereits im Juni 2001 die Koalition auf und bilden mit den Sozialdemokraten eine neue Regierung. Neuer Ministerpräsident wird Algirdas Brazauskas.
| Partei | Partei                                               | Stimmen   | Stimmen | Sitze |
| Partei | Partei                                               | Anzahl    | Prozent | Sitze |
| --- | ---------------------------------------------------- | --------- | ------- | ----- |
| | Sozialdemokratische Partei Litauens (LSDP)(1)        | 457.294   | 31,08   | 51    |
| | Neue Union (Sozialliberale) (NS)                     | 288.895   | 19,64   | 28    |
| | Liberale Union Litauens (LLS)                        | 253.823   | 17,25   | 33    |
| | Vaterlandsbund (Konservative Litauens) (TS (LK))     | 126.850   | 8,62    | 9     |
| | Christdemokratische Union (KDS)                      | 61.583    | 4,19    | 1     |
| | Litauische Bauernpartei (LVP)                        | 60.040    | 4,08    | 4     |
| | Partei der Christdemokraten Litauens (LKDP)          | 45.227    | 3,07    | 2     |
| | Litauische Zentrumsunion (LCS)                       | 42.030    | 2,86    | 2     |
| | Moderate konservative Union (NKS)                    | 29.615    | 2,01    | 1     |
| | Wahlaktion der Polen Litauens (LLRA)                 | 28.641    | 1,95    | 2     |
| | Litauische Volksunion "Nur für Litauen"              | 21.583    | 1,47    | 0     |
| | Litauens Freiheitsunion (LLS)                        | 18.622    | 1,27    | 1     |
| | Litauische Nationale Partei "Junges Litauen" (LNPJL) | 16.941    | 1,15    | 1     |
| | Bund der litauischen Nationalisten (LTS)(2)          | 12.884    | 0,88    | 0     |
| | Sozialdemokratie 2000                                | 7.219     | 0,49    | 0     |
| | Union der Modernen Christdemokraten (MKDS)           | —         | —       | 3     |
| | Unabhängige                                          | —         | —       | 3     |
| Gesamt | Gesamt                                               | 1.471.247 | 100,00  | 141   |
| Wahlbeteiligung | Wahlbeteiligung                                      | 1.539.743 | 58,63   |       |
| Nichtwähler | Nichtwähler                                          | 1.266.578 | 41,37   |       |
| Registrierte Wähler | Registrierte Wähler                                  | 2.626.321 | —       |       |
| (1) Die LSDP trat zur Wahl in einer Koalition mit der LDDP, der LRS und der NDP an (2) Die LTS trat zur Wahl in einer Koalition mit der LLL an |                                                      |           |         |       |
| Quelle: Offizielle Webseite des Seimas |                                                      |           |         |       |

Regierungskoalitionen:
November 2000 – Juni 2001: Liberale Union, Sozialliberale, Zentrumsunion, Moderne Christdemokraten, Polen-Partei
68 von 141 Sitzen
Ministerpräsident: Rolandas Paksas
Juli 2001 – Oktober 2004: Sozialdemokraten, Sozialliberale, Neue Demokratie
80 von 141 Sitzen
Ministerpräsident: Algirdas Brazauskas

## Wahl von 2004
- LSDP: 31
- VNDS: 10
- DP: 39
- Unabh.: 6
- LiCS: 18
- LLRA: 2
- TS (LK): 25
- LDP: 10

Nach zahlreichen Parteigründungen im Vorfeld der Wahlen und großer Unzufriedenheit in der Bevölkerung mit den nach wie vor trotz wirtschaftlichen Aufschwungs schlecht angesehenen Parteien kommt es zum Sieg der neu gegründeten, populistischen Arbeitspartei unter der Führung von Viktor Uspaskich. Nachdem dieser auf das Amt des Ministerpräsidenten verzichtet (und sich mit dem Wirtschaftsministerium begnügt), ist der Weg frei für eine Koalition mit Sozialdemokraten / Sozialliberalen, die mit einer gemeinsamen Wahlliste A. Brazausko ir A. Paulausko koalicija „Už darbą Lietuvai“ (A. Brazauskas’ und A. Paulauskas’ Koalition "Arbeit für Litauen") angetreten waren.
Die Koalition zerbricht nach nur anderthalb Jahren an den Affären rund um Uspaskich, einem Selfmade-Unternehmer, der auch aufgrund seiner russischen Abstammung im politischen Establishment Litauens sehr kritisch gesehen wird. Die von ihm gegründete, aber nicht mehr geführte Arbeitspartei verlässt die Regierungskoalition. Zuvor haben einige Mitglieder der Arbeitspartei die Partei der Bürgerdemokratie gegründet, die an einer von den Konservativen tolerierten Minderheitsregierung unter Führung der Sozialdemokraten Teil hat. Bereits im April 2006 haben die Sozialliberalen nach dem erfolgreichen Misstrauensvotum gegen ihren Parteivorsitzenden, den amtierenden Parlamentsvorsitzenden Paulauskas, das auch von zahlreichen Mitgliedern der Regierungskoalition unterstützt wurde, die Regierung verlassen.
| Partei                                                      | Partei                                                       | Stimmen   | Stimmen | Sitze |
| Partei                                                      | Partei                                                       | Anzahl    | Prozent | Sitze |
| ----------------------------------------------------------- | ------------------------------------------------------------ | --------- | ------- | ----- |
|                                                             | Arbeitspartei (DP)                                           | 340.035   | 28,44   | 39    |
|                                                             | Sozialdemokratische Partei Litauens (LSDP)(1)                | 246.852   | 20,65   | 31    |
|                                                             | Vaterlandsunion (TS (LK))                                    | 176.409   | 14,75   | 25    |
|                                                             | Liberaldemokratische Partei (LDP)                            | 135.807   | 11,36   | 10    |
|                                                             | Liberale und Zentrumsunion (LiCS)                            | 109.872   | 9,19    | 18    |
|                                                             | Union der Bauernpartei und der Partei Neue Demokratie (VNDS) | 78.902    | 6,60    | 10    |
|                                                             | Wahlaktion der Polen Litauens (LLRA)                         | 45.302    | 3,79    | 2     |
|                                                             | Sonstige                                                     | 62.476    | 5,22    | 0     |
|                                                             | Unabhängige                                                  | —         | —       | 6     |
| Gesamt                                                      | Gesamt                                                       | 1.195.655 | 100,00  | 141   |
| Wahlbeteiligung                                             | Wahlbeteiligung                                              | 1.228.653 | 46,08   |       |
| Nichtwähler                                                 | Nichtwähler                                                  | 1.437.543 | 53,92   |       |
| Registrierte Wähler                                         | Registrierte Wähler                                          | 2.666.196 | —       |       |
| (1) Die LSDP trat zur Wahl in einer Koalition mit der NS an |                                                              |           |         |       |
| Quelle: Zentrale Wahlkommission der Republik Litauen        |                                                              |           |         |       |

als Beispiel für die zahlreichen Fraktionswechsel während einer Legislaturperiode:
Fraktion der Arbeitspartei im Seimas:
November 2004: 41 Sitze (+1 Unabhängige / +1 Liberaldemokrat)
Dezember 2005: 39 Sitze (−2 zu Unabhängigen)
Mai 2006: 31 Sitze (−7 zur neu gegründeten Fraktion "Bürgerdemokratie", −1 fraktionslos)
Oktober 2006: 25 Sitze (−4 zu Sozialdemokraten / −2 Bauernpartei)
Oktober 2007: 24 Sitze (−1 zu Liberaldemokraten)
Dezember 2007: 23 Sitze (−1 zur Liberalen Zentrumsunion)
Im gleichen Zeitraum hat sich die Fraktion der Sozialdemokraten von 20 auf 38 (!) Mitglieder erhöht:
5 direkt von der Arbeitspartei, erst 3 dann weitere 5 von der Bürgerdemokratie (alle Ex-Arbeitspartei), 2 Liberaldemokraten, 2 Liberale, 1 Sozialliberale
Des Weiteren spaltet sich die Fraktion der Liberalen auf: 9 Abgeordnete bilden die "Liberale Union", Grundstein für die neu gegründete Partei der Liberalen Bewegung.
Regierungskoalitionen:
November 2004 – Juli 2006: Arbeitspartei, Sozialdemokraten, Sozialliberale, Bauernpartei, Polen-Partei
82 von 141 Sitzen
Ministerpräsident: Algirdas Brazauskas
Juli 2006 – Januar 2008: Sozialdemokraten, Bauernpartei, Bürgerdemokratie (Abspaltung der Arbeitspartei), Polen-Partei, Liberale und Zentrumsunion (nach Abspaltung der Liberalen Bewegung noch 9 Sitze)
59 von 141 Sitzen
Tolerierung durch Konservative (26 Sitze)
Ministerpräsident: Gediminas Kirkilas
Januar 2008 – November 2008: Sozialdemokraten, Bauernpartei, Bürgerdemokratie, Sozialliberalen, Liberale und Zentrumsunion
71 von 141 Sitzen
Ministerpräsident: Gediminas Kirkilas

## Wahl von 2008
- LSDP: 25
- LVLS: 3
- DP: 10
- Sonst.: 5
- LRLS: 11
- LiCS: 8
- TPP: 16
- TT: 15
- LLRA: 3
- TS-LKD: 45

Die Wahl zum Seimas fand in zwei Runden statt, am 12. und am 26. Oktober 2008 (Stichwahl zu den 68 im ersten Wahlgang noch nicht vergebenen Direktmandaten). Die Ergebnisse ergaben einen deutlichen Verlust der bisherigen Regierungsparteien zu Gunsten der Konservativen. Drei der vier Parteien der Regierungskoalition, die Sozialliberalen, die Bauernpartei und die Demokratische Bürgerpartei, verfehlten klar die 5 %-Hürde und zogen lediglich über Direktmandate (3 für die Bauernpartei, 1 für die Sozialliberalen) ins Parlament ein. Die Unzufriedenheit über das (partei)politische System in weiten Teilen der Bevölkerung (Stichwort: Korruption und Eigeninteressen der Parlamentarier / Parteien) war erneut deutlich sichtbar: aus dem Stand kam die erst ein halbes Jahr zuvor gegründete und von Polit-Neulingen geführte Partei der Auferstehung des Volkes auf 15 % der Wählerstimmen und wurde damit (nach Stimmanteil) zur zweit stärksten politischen Kraft in Litauen.
Bereits unmittelbar nach der Wahl hatten vier Parteien des liberal-konservativen Spektrums ihren Willen zur Bildung einer Koalition bekannt gegeben: neben dem Wahlsieger Vaterlandsunion (Konservative), die Liberale und Zentrumsunion, die Liberale Bewegung und die neu im Parlament vertretene Volksauferstehungspartei. Die Koalitionsverhandlungen wurden Ende November erfolgreich zum Abschluss gebracht.
| Partei                                                          | Partei                                              | Stimmen   | Stimmen | Sitze |
| Partei                                                          | Partei                                              | Anzahl    | Prozent | Sitze |
| --------------------------------------------------------------- | --------------------------------------------------- | --------- | ------- | ----- |
|                                                                 | Vaterlandsbund – Christdemokraten Litauens (TS-LKD) | 243.823   | 19,72   | 45    |
|                                                                 | Partei der Wiederauferstehung des Volkes (TPP)      | 186.629   | 15,09   | 16    |
|                                                                 | Ordnung und Gerechtigkeit (TT)                      | 156.777   | 12,68   | 15    |
|                                                                 | Sozialdemokratische Partei Litauens (LSDP)          | 144.890   | 11,72   | 25    |
|                                                                 | Arbeitspartei (DP)(1)                               | 111.149   | 8,99    | 10    |
|                                                                 | Liberale Bewegung der Republik Litauen (LRLS)       | 70.862    | 5,73    | 11    |
|                                                                 | Liberale und Zentrumsunion (LiCS)                   | 66.078    | 5,34    | 8     |
|                                                                 | Wahlaktion der Polen Litauens (LLRA)                | 59.237    | 4,79    | 3     |
|                                                                 | Bund der Bauern und Volksparteiler Litauens (LVLS)  | 46.162    | 3,73    | 3     |
|                                                                 | Neue Union (Sozialliberale) (NS)                    | 45.061    | 3,64    | 1     |
|                                                                 | Sonstige                                            | 106.048   | 8,57    | 0     |
|                                                                 | Unabhängige                                         | —         | —       | 4     |
| Gesamt                                                          | Gesamt                                              | 1.236.716 | 100,00  | 141   |
| Wahlbeteiligung                                                 | Wahlbeteiligung                                     | 1.309.965 | 48,59   |       |
| Nichtwähler                                                     | Nichtwähler                                         | 1.386.125 | 51,41   |       |
| Registrierte Wähler                                             | Registrierte Wähler                                 | 2.696.090 | —       |       |
| (1) Die DP trat zur Wahl in einer Koalition mit der Jaunimas an |                                                     |           |         |       |
| Quelle: Zentrale Wahlkommission der Republik Litauen            |                                                     |           |         |       |

Mit der Konstituierung des Parlaments am 17. November schlossen sich zwei Unabhängige der Fraktion der Volksauferstehungspartei an, einer der Liberalen und Zentrumsunion und einer den Sozialdemokraten. Die drei Abgeordneten der Partei der Polen traten der Fraktion der Partei Ordnung und Gerechtigkeit bei. Die Regierungskoalition verfügt damit über 83 Mandate. Im Mai 2009 wuchs die Regierungsmehrheit durch den Beitritt des sozialliberalen Abgeordneten zur TPP-Fraktion um eine weitere Stimme.

## Wahl von 2012
- LSDP: 38
- LVŽS: 1
- DP: 29
- Unabh.: 3
- DK: 7
- LRLS: 10
- TT: 11
- LLRA: 8
- TS-LKD: 33

Die Parlamentswahlen fand am 14. Oktober 2012 und am 28. Oktober 2012 statt.
| Partei                                               | Partei                                              | Stimmen   | Stimmen | Sitze |
| Partei                                               | Partei                                              | Anzahl    | Prozent | Sitze |
| ---------------------------------------------------- | --------------------------------------------------- | --------- | ------- | ----- |
|                                                      | Arbeitspartei (DP)                                  | 271.520   | 19,82   | 29    |
|                                                      | Sozialdemokratische Partei Litauens (LSDP)          | 251.610   | 18,37   | 38    |
|                                                      | Vaterlandsbund – Christdemokraten Litauens (TS-LKD) | 206.590   | 15,08   | 33    |
|                                                      | Liberale Bewegung der Republik Litauen (LRLS)       | 117.476   | 8,57    | 10    |
|                                                      | Weg des Mutes (DK)                                  | 109.448   | 7,99    | 7     |
|                                                      | Ordnung und Gerechtigkeit (TT)                      | 100.120   | 7,31    | 11    |
|                                                      | Wahlaktion der Polen Litauens (LLRA)                | 79.840    | 5,83    | 8     |
|                                                      | Bund der Bauern und Grünen Litauens (LVŽS)          | 53.141    | 3,88    | 1     |
|                                                      | Sonstige                                            | 122.245   | 13,15   | 0     |
|                                                      | Unabhängige                                         | —         | —       | 3     |
| Gesamt                                               | Gesamt                                              | 1.312.090 | 100,00  | 140   |
| Wahlbeteiligung                                      | Wahlbeteiligung                                     | 1.370.014 | 52,93   |       |
| Nichtwähler                                          | Nichtwähler                                         | 1.218.404 | 47,07   |       |
| Registrierte Wähler                                  | Registrierte Wähler                                 | 2.588.418 | —       |       |
| Quelle: Zentrale Wahlkommission der Republik Litauen |                                                     |           |         |       |

Regierungskoalition:
Seit Dezember 2012:  Sozialdemokraten (Ex-Kommunisten), Liberaldemokraten, Darbo partija, LLRA
Ministerpräsident: Algirdas Butkevičius

## Wahl von 2016
- LSDP: 17
- LŽP: 1
- LVŽS: 54
- DP: 2
- LRLS: 14
- LS: 1
- Unabh.: 4
- TT: 8
- LLRA: 8
- TS-LKD: 31
- LCP: 1

Die Parlamentswahl fand am 9. Oktober 2016 und am 23. Oktober 2016 statt.
| Partei                                               | Partei                                              | Stimmen   | Stimmen | Sitze |
| Partei                                               | Partei                                              | Anzahl    | Prozent | Sitze |
| ---------------------------------------------------- | --------------------------------------------------- | --------- | ------- | ----- |
|                                                      | Vaterlandsbund – Christdemokraten Litauens (TS-LKD) | 276.275   | 21,70   | 31    |
|                                                      | Bund der Bauern und Grünen Litauens (LVŽS)          | 274.108   | 21,53   | 54    |
|                                                      | Sozialdemokratische Partei Litauens (LSDP)          | 183.597   | 14,42   | 17    |
|                                                      | Liberale Bewegung der Republik Litauen (LRLS)       | 115.361   | 9,06    | 14    |
|                                                      | Antikorruptions-Bündnis (AKK)                       | 77.114    | 6,06    | 1     |
|                                                      | Wahlaktion der Polen Litauens (LLRA)                | 69.810    | 5,48    | 8     |
|                                                      | Ordnung und Gerechtigkeit (TT)                      | 67.817    | 5,33    | 8     |
|                                                      | Arbeitspartei (DP)                                  | 59.620    | 4,68    | 2     |
|                                                      | Sonstige                                            | 97.183    | 11,74   | 2     |
|                                                      | Unabhängige                                         | —         | —       | 4     |
| Gesamt                                               | Gesamt                                              | 1.220.885 | 100,00  | 141   |
| Wahlbeteiligung                                      | Wahlbeteiligung                                     | 1.273.427 | 50,64   |       |
| Nichtwähler                                          | Nichtwähler                                         | 1.241.230 | 49,36   |       |
| Wahlberechtigte                                      | Wahlberechtigte                                     | 2.514.657 | —       |       |
| Quelle: Zentrale Wahlkommission der Republik Litauen |                                                     |           |         |       |

## Wahl von 2020
- Parlamentswahl in Litauen 2020

## Wahl von 2024
- Parlamentswahl in Litauen 2024